# Rock of the Westies
| 평가 점수                | 평가 점수   |
| 출처                     | 점수        |
| ------------------------ | ----------- |
| AllMusic                 | [ 2 ]       |
| Christgau's Record Guide | A–          |
| Rolling Stone            | (not rated) |

《Rock of the Westies》는 1975년 10월 24일에 발매된 영국의 음악가 엘튼 존의 열 번째 스튜디오 음반이다. 제목은 콜로라도주 로키산맥의 카리부 목장에서 녹음된 음반 "West of the Rockies"라는 문구에 나오는 스푸너리즘 연극이다.
《Captain Fantastic and the Brown Dirt Cowboy》와 마찬가지로, 《Rock of the Westiess》는 미국 빌보드 200 차트 1위에 데뷔했는데, 당시 그렇게 한 것은 두 개의 음반뿐이었다. 그 음반은 영국 음반 차트에서 5위에 오른 영국 아티스트의 고향 지역에서 덜 성공적이었다.
로버트 크리스트가우는 1975년 최고의 음반 목록에 7위에 올랐다.

## 배경
《Rock of the Westies》는 미국 1위 (영국 14위) 싱글 〈Island Girl〉을 수록했다. 당시 존은 라디오 인터뷰에서 〈Dan Dare (Pilot of the Future)〉를 〈Island Girl〉 대신 음반의 첫 번째 싱글로 발매하고 싶었다고 언급했는데, 이것이 더 상업적인 매력을 가지고 있다고 생각했기 때문이다. 그는 지나치게 지배를 받았고, 〈Dan Dare〉는 싱글로 발매되지 않았고, 〈Island Girl〉은 히트했다.
존의 밴드의 구성은 《Rock of the Westies》에서 달랐는데, 오랜 드러머 나이절 올슨과 베이시스트 디 머리가 1975년 4월, 존을 해고했다. 《Empty Sky》, 《Tumbleweed Connection》, 《Madman Across the Water》에서 활동한 오랜 친구인 드러머 로저 포프와 이전에 스티븐 스틸스와 함께 연주한 적이 있는 미국인 베이시스트 케니 패서렐리가 조 월시의 밴드 반스톰의 원년 멤버로 합류했다. 포프는 또한 키키 디의 투어 밴드에서 연주했었다. 그래미, 에미, 그리고 아카데미상 후보에 오른 제임스 뉴턴 하워드도 당시 사실상 알려지지 않은 인물로 키보디스트로 영입되어 처음으로 큰 인기를 얻었다. 또한 초기 DJM 세션 시절의 또 다른 오랜 친구인 기타와 보컬의 칼렙 퀘이도 포함되었다. 포프와 마찬가지로 퀘이는 《Empty Sky》와 《Tumbleweed Connection》에서 연주하기도 했으며 존의 중간 익명으로 발매되기도 했다. 이전 라인업에서는 데이비 존스톤과 레이 쿠퍼가 유지되었다.
〈Hard Luck Story〉의 더 느리고 템포가 덜한 버전은 키키 디 (원래 이 곡이 작곡된)에 의해 이미 녹음되었고, 《Rock of the Westies》에서 녹음되기 1년 전에 싱글로 발매되었다. 〈Don't Go Breaking My Heart〉와 함께 존이 직접 작곡 (음악과 가사)할 때 고안한 이름인 앤 오슨/카르트 블랑슈의 공로를 인정받고 있다. 앤 오슨이라는 이름도 백 보컬리스트의 이름으로 쓰인다. 여성 그룹 라벨은 오프닝 곡인 〈Medley: Yell Help/Wednesday Night/Ugly〉에서 백 보컬을 맡았다.
미국에서는 1975년 10월에 골드, 1993년 3월에 플래티넘은 미국 음반 산업 협회에 의해 인증을 받았다.
미국과 캐나다 밖에서, 존이 자신의 레이블인 로켓 레코드 컴퍼니를 설립하기 전에 DJM 레코드에서 마지막으로 발매한 스튜디오 음반였다.
〈Street Kids〉는 2008년 비디오 게임 《그랜드 테프트 오토 IV》에 수록되었다.

## 곡 목록
모든 곡들은 특별한 언급이 없는 한 엘튼 존과 버니 토핀에 의해 작사/작곡하였다.
| #  | 제목                                                 | 작사·작곡               | 재생 시간 |
| -- | ---------------------------------------------------- | ----------------------- | --------- |
| 1. | 〈Medley: Yell Help / Wednesday Night / Ugly〉       | 존, 데이비 존스톤, 토핀 | 6:15      |
| 2. | 〈Dan Dare (Pilot of the Future)〉                   |                         | 3:29      |
| 3. | 〈Island Girl〉                                      |                         | 3:42      |
| 4. | 〈Grow Some Funk of Your Own〉                       | 존, 존스톤, 토핀        | 4:17      |
| 5. | 〈I Feel Like a Bullet (In the Gun of Robert Ford)〉 |                         | 5:27      |

| #  | 제목                               | 재생 시간 |
| -- | ---------------------------------- | --------- |
| 1. | 〈Street Kids〉                    | 6:25      |
| 2. | 〈Hard Luck Story〉                | 5:16      |
| 3. | 〈Feed Me〉                        | 4:00      |
| 4. | 〈Billy Bones and the White Bird〉 | 4:25      |

| #   | 제목                                           | 재생 시간 |
| --- | ---------------------------------------------- | --------- |
| 10. | 〈Don't Go Breaking My Heart (Feat. 키키 디)〉 | 4:02      |

## 인증
| 국가                                                            | 인증     | 판매량/출하량 |
| --------------------------------------------------------------- | -------- | ------------- |
| 오스트레일리아 (ARIA)                                           | 플래티넘 | 50,000^       |
| 캐나다 (뮤직 캐나다)                                            | 플래티넘 | 100,000^      |
| 뉴질랜드 (RMNZ)                                                 | 골드     | 7,500         |
| 영국 (BPI)                                                      | 골드     | 100,000^      |
| 미국 (RIAA)                                                     | 플래티넘 | 1,000,000^    |
| ^출하량을 기반으로 한 인증 · 판매량+스트리밍을 기반으로 한 인증 |          |               |